# Саламан, Эстер
Эстер Саламан (в девичестве Поляновская, англ. Esther Polianowsky Salaman; 25 декабря 1899 (6 января 1900), Житомир — 9 ноября 1995, Харинги, Лондон) — английский литературовед, писатель, переводчик.

## Биография
Эстер Поляновская родилась в Житомире, в семье лесозаготовителя Мойше-Зельмана Янкелевича Поляновского, уроженца Норинска, и Шейны-Баси Ицковны Поляновской. В 1917 году поступила на математический факультет Киевского Университета, но из-за запрета отца не начала обучение.
В 1919 году из-за Революции и Гражданской войны эмигрировала из России, с группой пионеров-переселенцев Третьей алии уехав в Палестину. Двумя годами позже Эстер Поляновская возвращается в Россию, чтоб забрать овдовевшую мать, и летом 1922 года переезжает с младшей сестрой Фейгой (Фаней, 1901—?) в Берлин. Там она знакомится с Альбертом Эйнштейном, которой соглашается стать её научным руководителем, он же оплачивает её обучение на физическом факультете.
Получив рекомендацию от Эйнштейна, Эстер уезжает в Англию, где продолжает образование в Кембридже, в Кавендишской Лаборатории под руководством Эрнста Резерфорда. Там же, в 1926 году, она знакомится и выходит замуж за физика Майера Саламана (Meyer Head Salaman). Вместе они проживут более 68 лет.
В 1932 году Эстер Саламан публикует свой первый роман «Two Silver Roubles» (Два серебряных рубля).
В продолжение 30 — 40-х годов Эстер занимается переводами русской классической поэзии. В 1943 году она в соавторстве с Франсес Корнфорд, английской переводчицей, внучкой Чарльза Дарвина, публикует антологию «Poems from the Russian», в которую вошли стихи и краткие биографии русских поэтов от Крылова и Пушкина, до Блока и Ахматовой.
Второй роман Эстер Саламан «The Fertile Plain» (Плодородная равнина) вышел в свет в 1956 году. В основу сюжета книги легли её воспоминания своем детстве и юности, описание революции глазами молодой девушки.
В 1960-е годы Естер Саламан занимается исследования в области психологии творчества и памяти, результатом чего становятся её книги: «A collection of moments: A study of involuntary memories» (1970) и «The Great Confession: from Aksakov and De Quincey to Tolstoy and Proust» (1973).
В декабре 1994 года умирает Майер Саламан. После смерти мужа Эстер Саламан прожила менее года, скончалась она 9 ноября 1995 года в возрасте 95 лет.

## Сочинения
- Two Silver Roubles. Macmillan, 1932
- Poems from the Russian by Frances Cornford and Esther Polianowsky Salaman. London, 1943
- The Fertile Plain. Abelard-Schuman, 1956
- A collection of moments: A study of involuntary memories. New York, St. Martin’s Press 1970
- The Great Confession: from Aksakov and De Quincey to Tolstoy and Proust. London. Allen Lane The Penguin Press, 1973.